# Santa María Magdalena de Pazzi (Gregorio Fernández)
Santa María Magdalena de Pazzi es una talla realizada hacia 1626 por Gregorio Fernández. Está ubicada en el Museo Nacional de Escultura, en Valladolid (Castilla y León, España).

## Historia
La imagen, realizada por Gregorio Fernández hacia 1626 (año de la beatificación de la santa), fue destinada originalmente a la iglesia del desaparecido Convento de Nuestra Señora del Carmen de la ciudad de Valladolid, concretamente a la tercera capilla del lado de la epístola, perteneciente a la familia Ladrón de Guevara. De allí pasaría a ser custodiada en el Museo Nacional de Escultura, donde se conserva actualmente.: p. 203 : p. 105 

## Descripción
La imagen, de bulto redondo, mide 1,37 metros de alto y representa a la santa en una de sus iconografías más habituales: de rodillas contemplando un crucifijo.: p. 203  El brazo izquierdo está flexionado y el derecho extendido, portando la mano izquierda una cruz (no original) mientras que la mano derecha se halla abierta con los dedos corazón y anular doblados. El rostro refleja sorpresa y éxtasis, como si la religiosa se encontrase en estado de trance, mostrando una boca abierta, las cejas levemente arqueadas y la mirada perdida. La santa viste el hábito de la Orden de los Carmelitas, cuyo manto, gracias a la posición de los brazos, adquiere gran volumen a la vez que añade pesadez a la figura, roto esto solo si la imagen es vista de frente, única perspectiva que ofrecía desde el retablo donde se veneraba.
La policromía ayuda a la definición de los volúmenes a la par que separa cada uno de los elementos que conforman la obra y aviva las superficies, puesto que el contraste entre el tono marrón de la túnica y el escapulario y el blanco del manto dota de nitidez al cuerpo y perfila los ropajes gracias a las cenefas al tiempo que resalta el velo, salpicado de estrellas. Destaca en el torso, a la altura del pecho, una oquedad con forma de corazón (uno de los atributos de la santa) en la que probablemente se custodiaba una reliquia. Relacionada formalmente con una talla de Santa Teresa de Jesús obra también de Fernández e igualmente conservada en el Museo Nacional de Escultura, el hecho de que la imagen de Santa María Magdalena sea de calidad inferior deja abierta la posibilidad de una intervención por parte del taller del escultor.

## Legado
Esta obra destaca en el catálogo de Fernández por ser una de las primeras imágenes representativas de Santa María Magdalena de Pazzi que se produjeron en España junto con otra custodiada en las Carmelitas de la Antigua Observancia de Granada, vinculada a la producción de Alonso de Mena.: p. 105  El parecido que esta obra guarda con otra imagen de Santa Teresa realizada por Fernández o su taller cerca de diez años después, perteneciente al grupo escultórico Santa Teresa arrodillada ante Cristo atado a la columna, hace pensar que el autor pudo tomar la talla de Santa María Magdalena como punto de referencia.